# Pirkanmaa
Pirkanmaa (tiếng Phần Lan: [ˈpirkɑˌmːɑː]) là một vùng thuộc miền tây Phần Lan, thủ phủ đặt tại thành phố Tampere – trung tâm đô thị lớn nhất của vùng. Năm 2023, vùng có dân số là 533.717 người – đứng thứ 2 ở Phần Lan và có điện tích đất liền là 13.248,71 km² (2021). Bên cạnh thủ phủ Tampere, vùng còn có nhiều trung tâm đô thị khác, quy mô nhất trong số đó là các thành phố Nokia, Ylöjärvi và Kangasala.
Vùng Pirkanmaa tiếp giáp với:
- vùng Satakunta về phía tây;
- vùng Nam Ostrobothnia về phía bắc;
- vùng Trung Phần Lan về phía đông bắc;
- vùng Päijät-Häme về phía đông nam;
- vùng Kanta-Häme về phía nam.